# 柄堀駅
柄堀駅（からほりえき）は、かつて栃木県塩谷郡塩谷村（現・塩谷町）柄堀にあった東武鉄道矢板線の駅（廃駅）である。

## 歴史
- 1929年（昭和4年）10月22日：下野電気鉄道天頂 - 矢板間延伸に伴い開業[1][2]。
- 1943年（昭和18年）5月1日：下野電気鉄道買収に伴い、東武鉄道矢板線の駅となる[2]。
- 1959年（昭和34年）7月1日：矢板線の廃線に伴い廃止[2]。

## 駅周辺
- 製材所
- 柄堀集落
- 国道461号（日光北街道）

## 隣の駅
東武鉄道
矢板線
玉生駅 - 柄堀駅 - 幸岡駅